# Ichthys

Il simbolo che stilizza un pesce è una versione contemporanea di quello usato dai primi cristiani

Una seconda variante del simbolo, con la scritta greca ΙΧΘΥΣ.

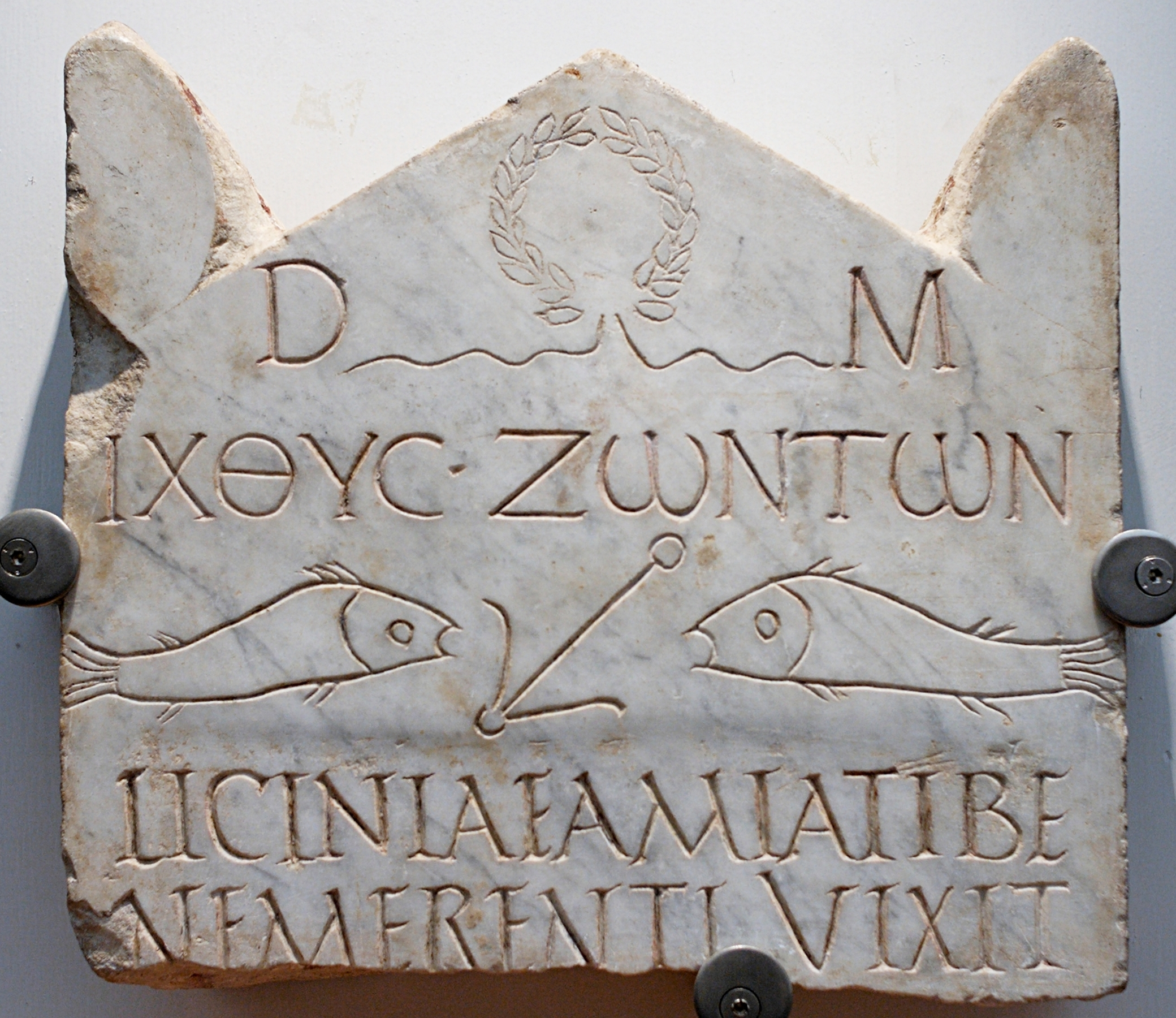
Stele funeraria con l'iscrizione in lingua greca ΙΧΘΥϹ ΖΩΝΤΩΝ (trasl. ichthys zōntōn; lett.: "Gesù Cristo, Figlio di Dio, Salvatore dei viventi"). Inizi del III secolo, Museo Nazionale Romano

Il termine ichthys (nella grafia greca del tempo ΙΧΘΥΣ oppure anche ΙΧΘΥϹ con la sigma lunata) è la traslitterazione in caratteri latini della parola in greco antico: ἰχθύς?, ichthýs ("pesce"), ed è un acronimo usato dai primi cristiani per indicare Gesù Cristo. Per questo motivo il simbolo del pesce era molto comune nelle catacombe di Roma.
Il simbolo è dipinto nella catacomba di san Sebastiano e in quella di Priscilla (150 d.C.).

## Simbolo
Il simbolo viene oggi spesso stilizzato con due archi che si intersecano tra loro, e dal lato destro termina con un prolungamento degli archi oltre il punto di intersezione, in modo tale da ricordare la forma di un pesce: è quindi un pesce stilizzato, formato da due curve che partono da uno stesso punto, a sinistra (la "testa"), e che si incrociano quindi sulla destra (la "coda").

## Significato
ΙΧΘΥΣ (ichthys) è un acronimo/acrostico che sta per "Ἰησοῦς Χριστὸς, Θεοῦ Υἱὸς, Σωτήρ" (Iēsous Christos, Theou Yios, Sōtēr), che si traduce in italiano:
- Iota (i) è la prima lettera del nome Iēsoûs (Ἰησοῦς), greco per "Gesù".
- Chi (ch) è la prima lettera di Christós (Χριστός), greco antico per "Unto" (del Signore).
- Theta (th) è la lettera iniziale di Theoû (Θεοῦ), greco per "di Dio", caso genitivo del nome Θεóς, Theos, che significa "Dio".
- Ypsilon (y) è la prima lettera di (h)yiós[7] (Yἱός), greco per "Figlio".
- sigma (s) è la prima lettera di sōtḗr (Σωτήρ), greco per "Salvatore", caso nominativo del termine sōtḗr (Σωτήρ)

La frase dell'acronimo, quasi completa, è pronunciata da Pietro prima che Gesù gli affidi la Chiesa:
(Mt 16, 13-18)
L'associazione di Gesù con l'immagine di un pesce non è incongrua, visto il ruolo salvifico che un pesce svolge sia nel Libro di Giona sia nel Libro di Tobia. Nel Nuovo Testamento, poi, i pesci sono associati al pane nel racconto della moltiplicazione dei pani e dei pesci. Per questo motivo in alcune figurazioni del banchetto eucaristico dell'Ultima Cena, il pesce viene sostituito al pane proprio per ricordare che il pane eucaristico è Gesù stesso. Questa simbologia è visibile per esempio in un affresco all'interno delle catacombe di San Callisto.
Forse le comunità cristiane adottarono questo simbolo anche per rievocare il brano evangelico in cui Gesù si rivolge a Simone dicendogli «μή φοβού ἀπὸ τοῦ νῦν ἀνθρώπους ἔσῃ ζωγρῶν»: Non temere; d'ora in poi sarai pescatore di uomini (Lc 5, 10).
Come rivela Agostino d'Ippona ne La città di Dio, inoltre, l'acronimo Ἰχθύς corrisponde a un testo greco, composto esattamente da 27 lettere, numero pari a 3 x 3 x 3 e simbolo del divino: Agostino scrisse che gli unici due numeri contabili nella realtà trascendente di Dio e del Paradiso, sono il numero 1 e il numero 3, perché relativi all'Unità e Trinità di Dio.

## Storia

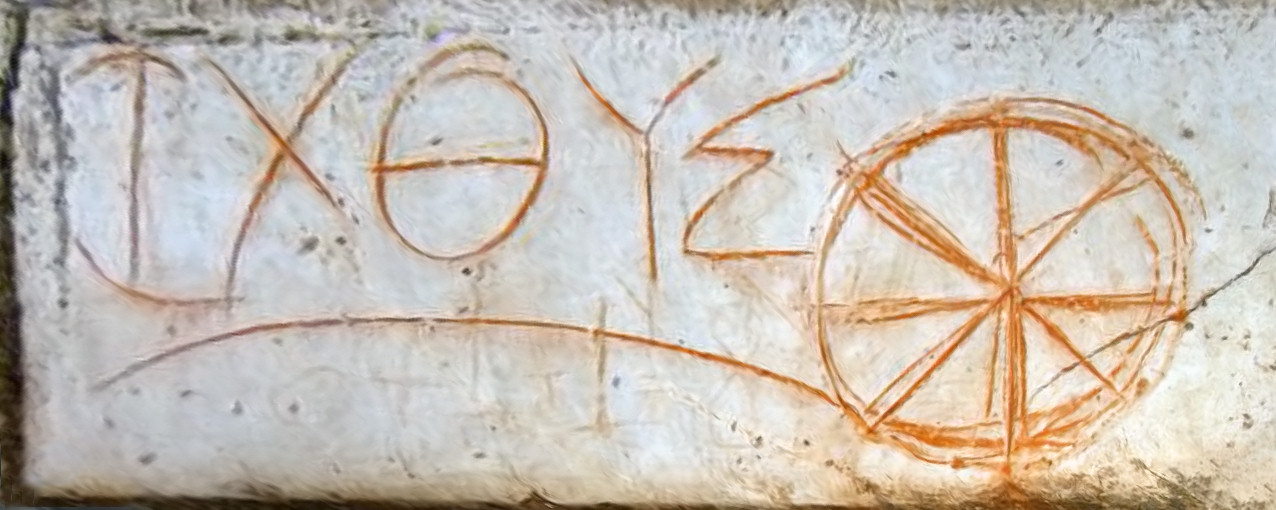
Scritta ΙΧΘΥΣ e Cristogramma circolare, creato dalla sovrapposizione delle sue lettere greche, scoperto ad Efeso.

La simbologia cristiana del tempo della Persecuzione dei cristiani nell'Impero romano (I-IV secolo) è molto ricca. A causa della diffidenza di cui erano oggetto da parte delle autorità imperiali, i seguaci di Gesù sentirono l'esigenza di inventare nuovi sistemi di riconoscimento che sancissero la loro appartenenza alla comunità senza destare sospetti tra i pagani. Risalgono a questo periodo, tra gli altri, i noti simboli del chi-rho e dell'àncora.
In particolare, l'ichthýs è uno dei più antichi simboli cristiani giunti fino a noi. Veniva presumibilmente adoperato come segno di riconoscimento, noto fra i cristiani e non ai loro persecutori romani: quando un cristiano incontrava uno sconosciuto di cui aveva bisogno di conoscere la lealtà, tracciava nella sabbia uno degli archi che compongono l'ichthýs. Se l'altro completava il segno, i due individui si riconoscevano come seguaci di Cristo e sapevano di potersi fidare l'uno dell'altro. Il simbolo era disegnato anche sulle porte di casa delle famiglie cristiane.
Il pesce è stato interpretato dalla psicologia quale archetipo di una profonda verità, che si trova intrappolata e nascosta sotto l'acqua, e riesce a giungere alla luce: una verità che in un primo momento brilla senza essere rivelata, e che il pescatore deve ottenere per sfamare se stesso.
Un'altra interpretazione e uso del simbolo deriva dalle condizioni astrologiche dell'"età dei pesci", poiché la congiunzione Aurea di Giove e Saturno ebbe luogo nell'anno 7 a.C., per tre volte nel segno dei pesci nello zodiaco.

## Preghiera al Cuore di Gesù

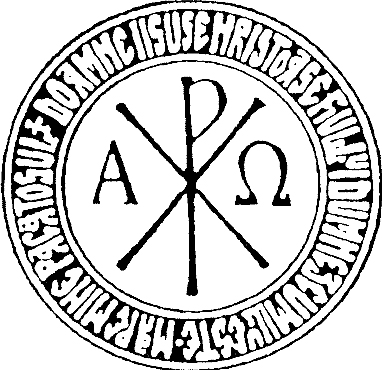
Preghiera di Gesù all'interno di un cristogramma in rumeno.

In Grecia e nell'Europa orientale, il simbolo del pesce è inesistente, ma la Preghiera del Cuore, chiamata anche la Preghiera di Gesù, riporta nella sua forma greca l'acrostico Ichthýs, richiamato in tutte le sue iniziali e parole: «Signore, Gesù Cristo, figlio di Dio, abbi pietà di me, peccatore» «Gesù, Salvami... Gesù Cristo, abbi pietà, Salva... Gesù, salvami... Gesù, mio Dio»
La Chiesa di Roma, al tempo dei Martiri di Nerone, fu così in grado di adottare il simbolo del pesce fino al IV secolo in queste cinque lettere greche, mentre l'Oriente lo adottò di fatto nella forma di una preghiera celebre e diffusa. Il simbolo Ichthýs divenne così il cemento dell'unità delle chiese cristiane.

## Nella cultura di massa

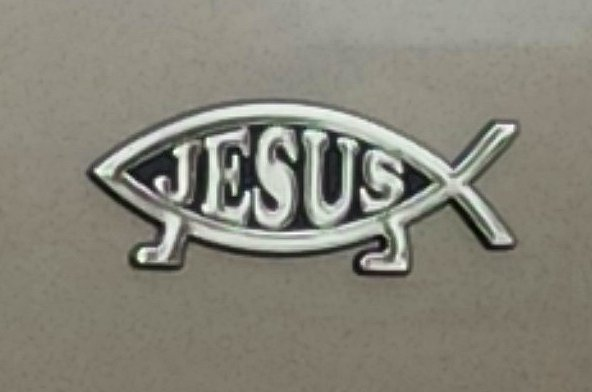
Il Pesce con la scritta Gesù su una automobile, per promuovere l'evoluzionismo teista. Altri emblemi di questo tipo promuovono o si oppongono all'idea di evoluzione, oppure sono usati nella cultura Cthulhu come parodia della fede religiosa.

L'ichthýs è tornato in uso nei primi anni settanta del XX secolo fra diversi gruppi cristiani, principalmente negli Stati Uniti, e compare nei simboli di diverse comunità cristiane, tra cui per esempio la Chiesa cristiana avventista. In questo contesto, nel 1973 il simbolo modificato fu adottato dall'Acquarius Rock Festival di Nimbin, in Australia.
Oggi, può essere visto sotto forma di decalcomania o emblema sul retro delle automobili, oppure su ciondoli e collane come segno che il proprietario appartiene a certe confessioni cristiane. Le versioni di questo simbolo includono un Ichthys con la scritta "Jesus" o "ΙΧΘΥΣ" al centro, oppure semplicemente il profilo Ichthys da solo.
Ichthus Music Festival è una rassegna annuale di musica che si svolge a metà giugno a Wilmore, in Kentucky. È il più antico festival di musica cristiana che si tiene negli Stati Uniti.

## Iconografia
Di seguito si illustrano alcuni esempi, in cui il simbolo è accompagnato dalla scritta 

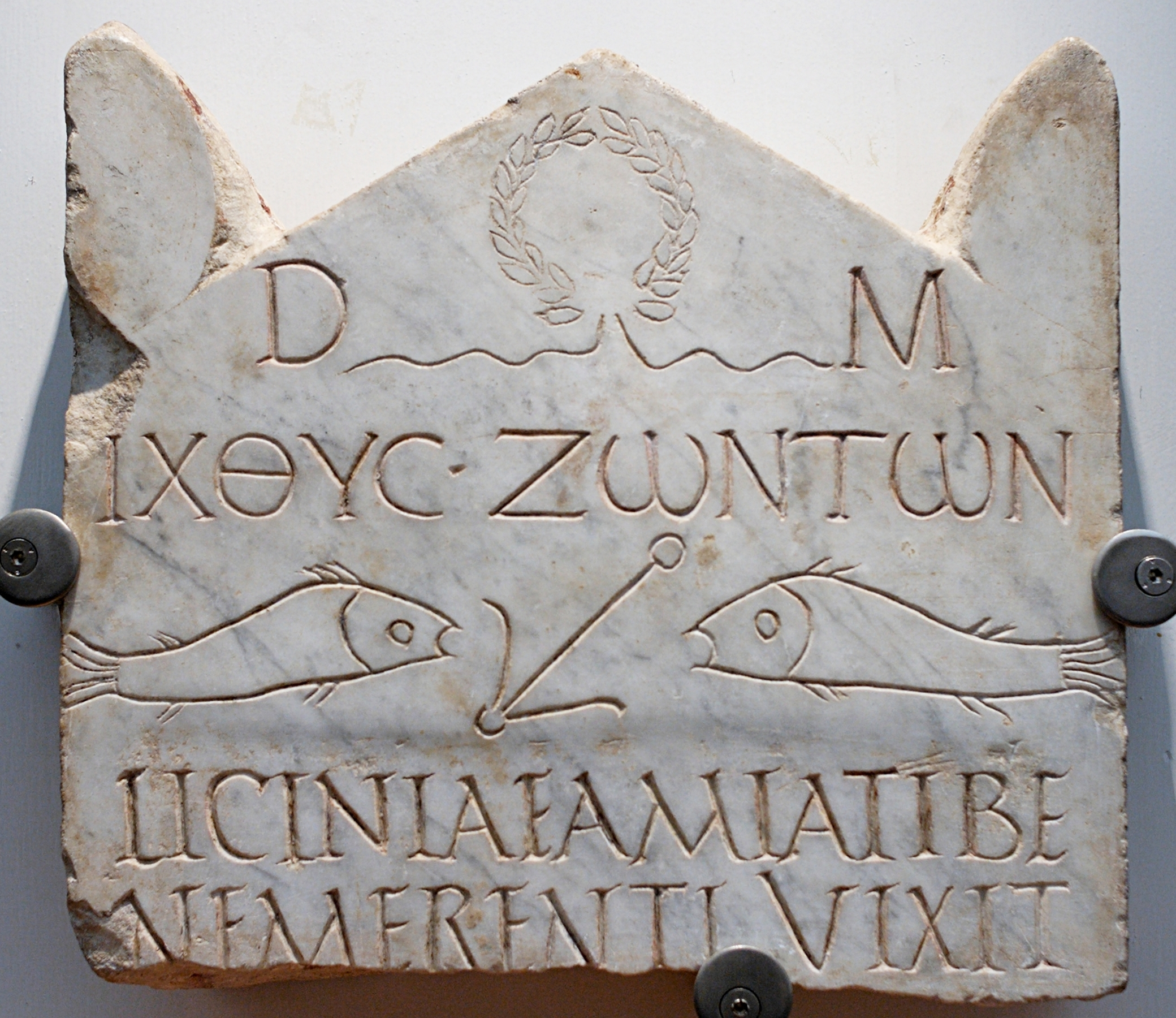
Stele a Licinia Amiate
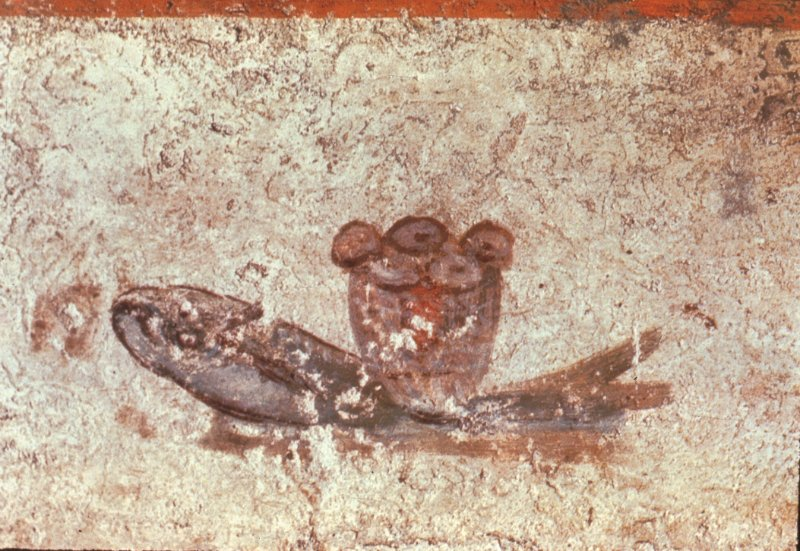
Pesce e pane eucaristico nelle catacombe di San Callisto
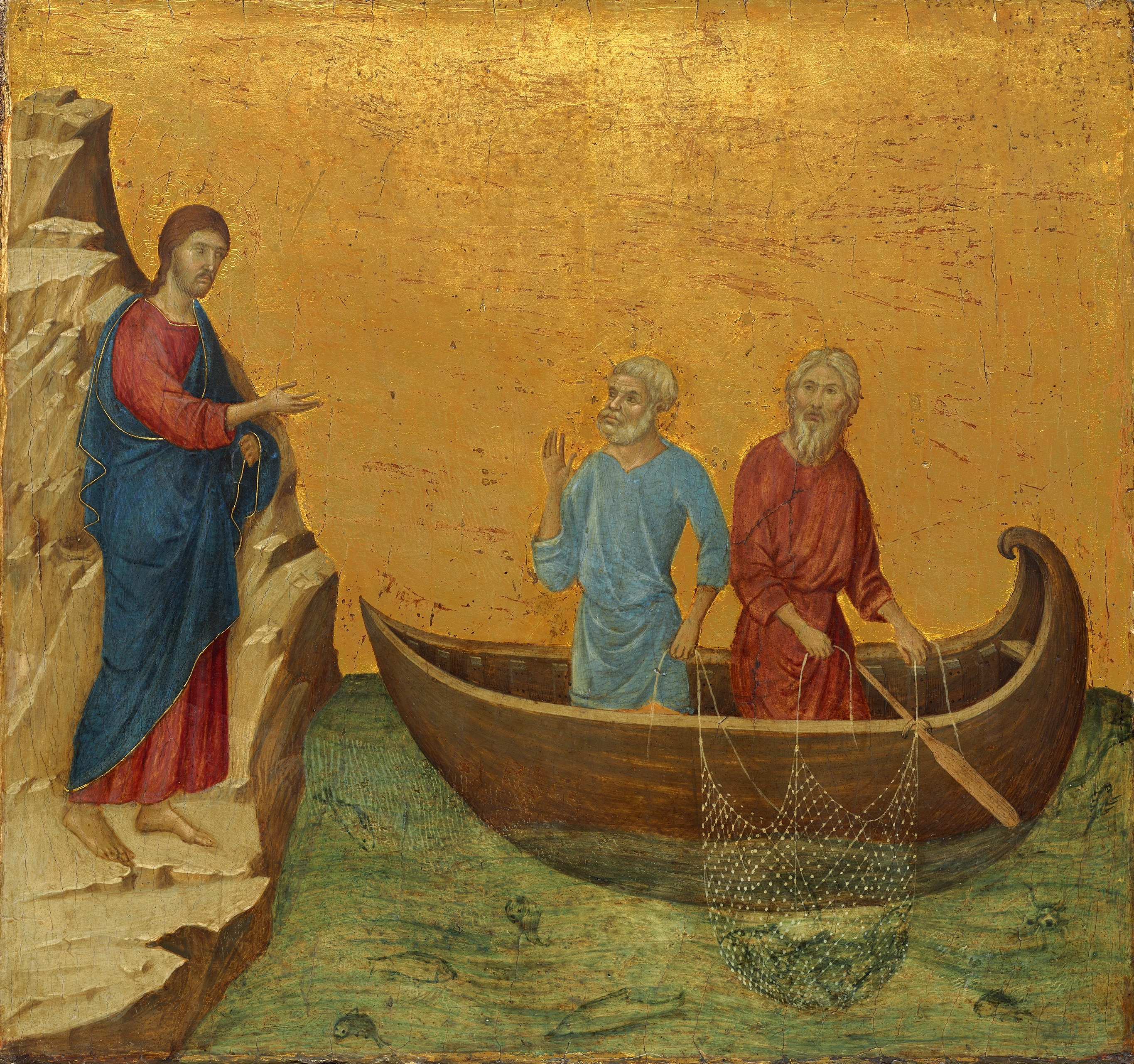
Duccio: Chiamata degli Apostoli, fra le reti da pesca.
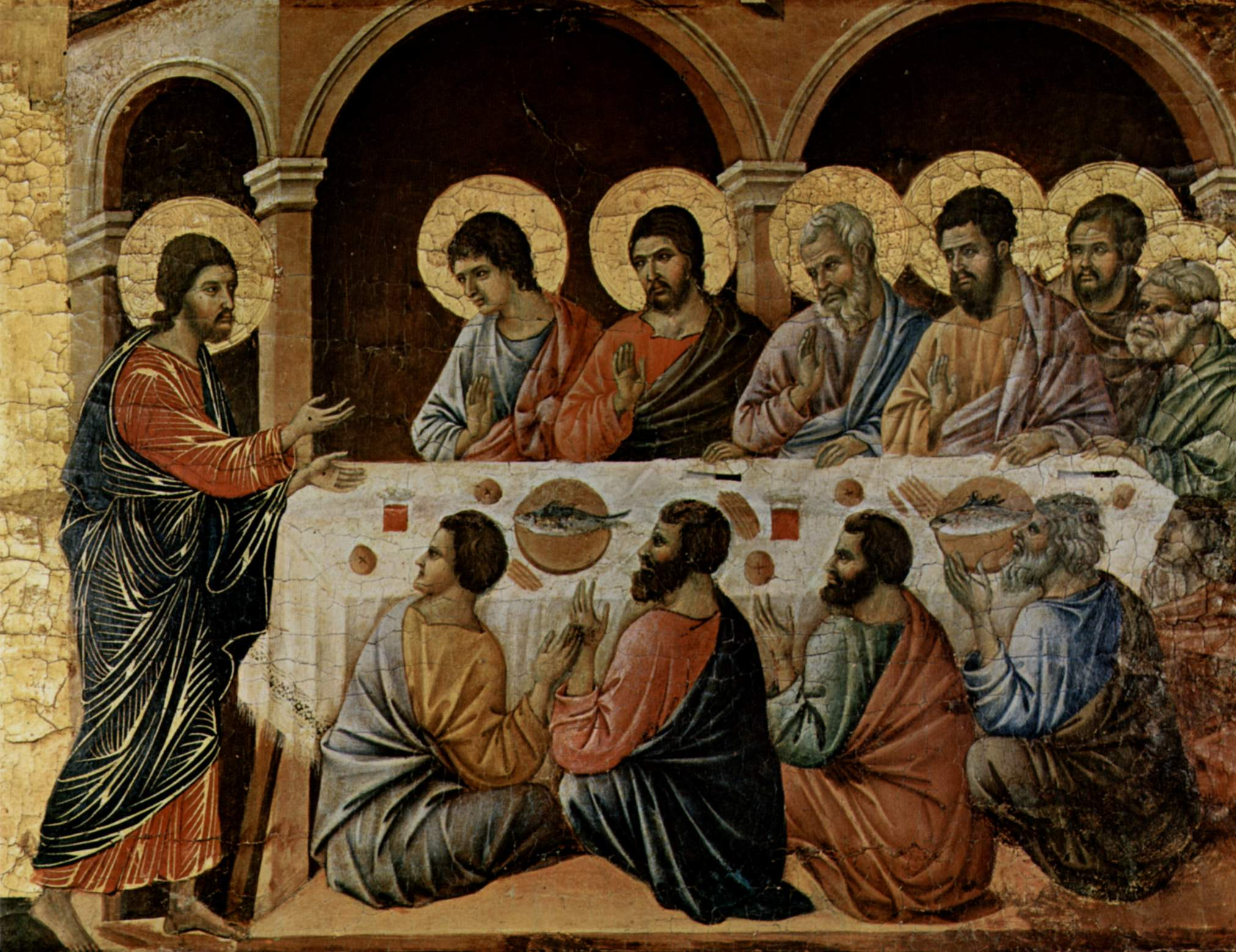
Duccio di Buoninsegna: Agape coi pani e coi pesci.
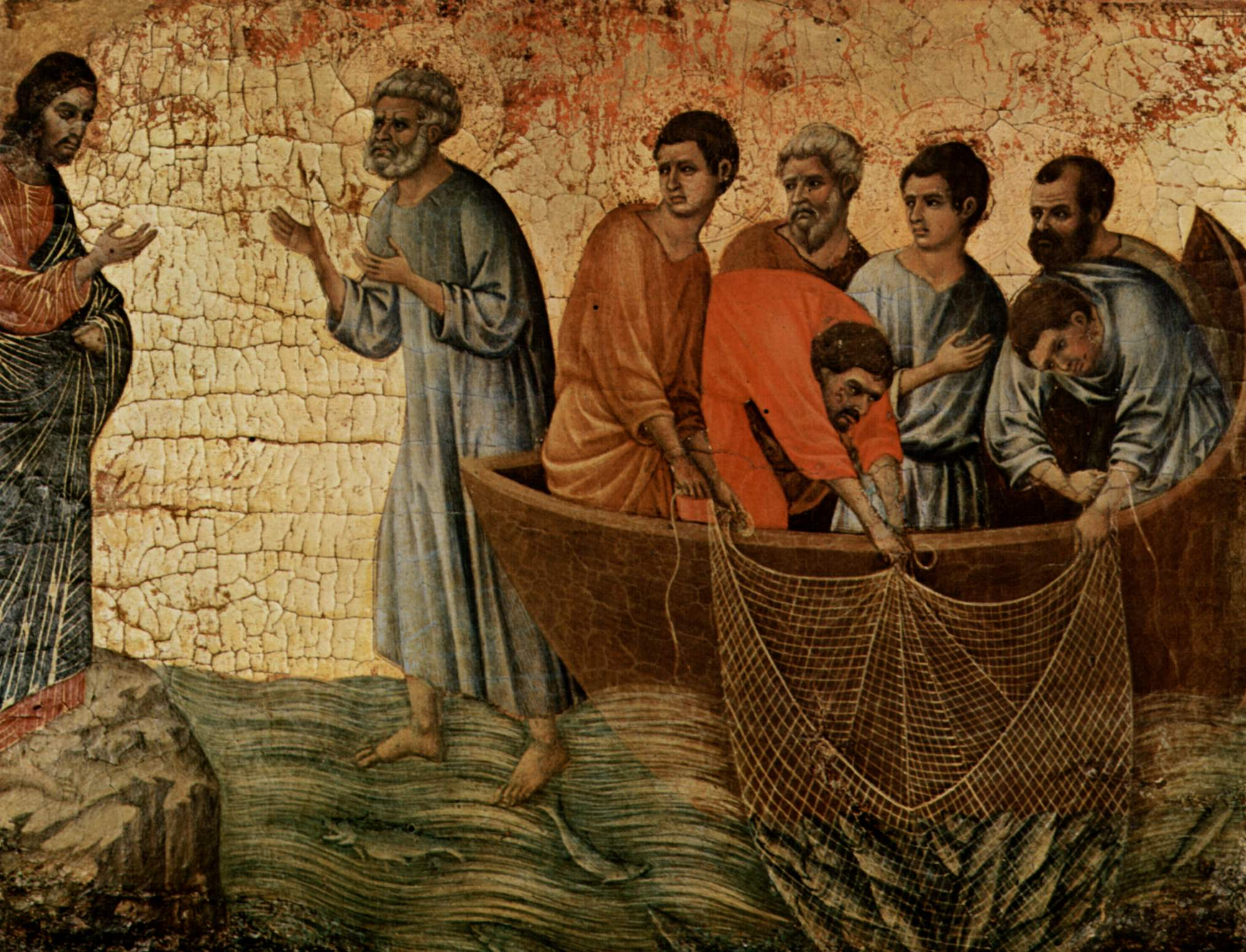
Duccio: Pesca miracolosa.
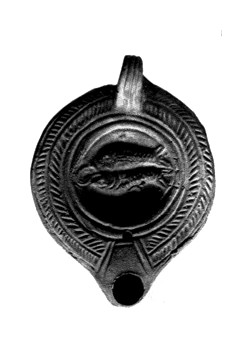
Lume di età paleocristiana rinvenuto a Samo, dove è scolpita una coppia di pesci[13].
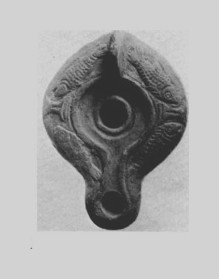
Lume di età paleocristiana, rinvenuto a Samo, con quattro pesci.
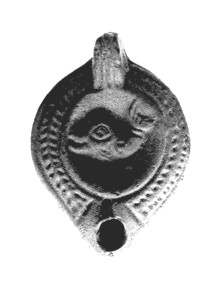
Lume di età paleocristiana, rinvenuto a Samo.
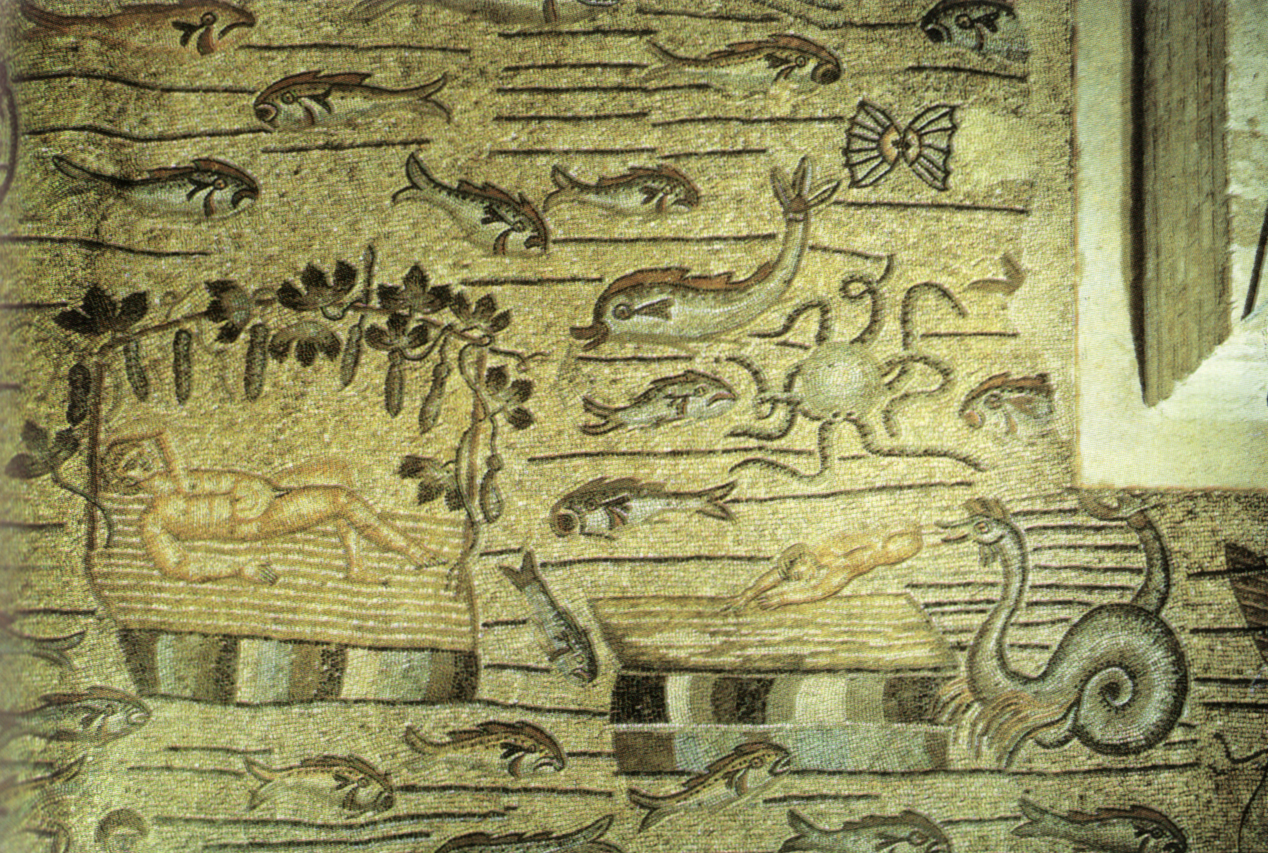
Storie del profeta Giona presso la Basilica di Aquileia
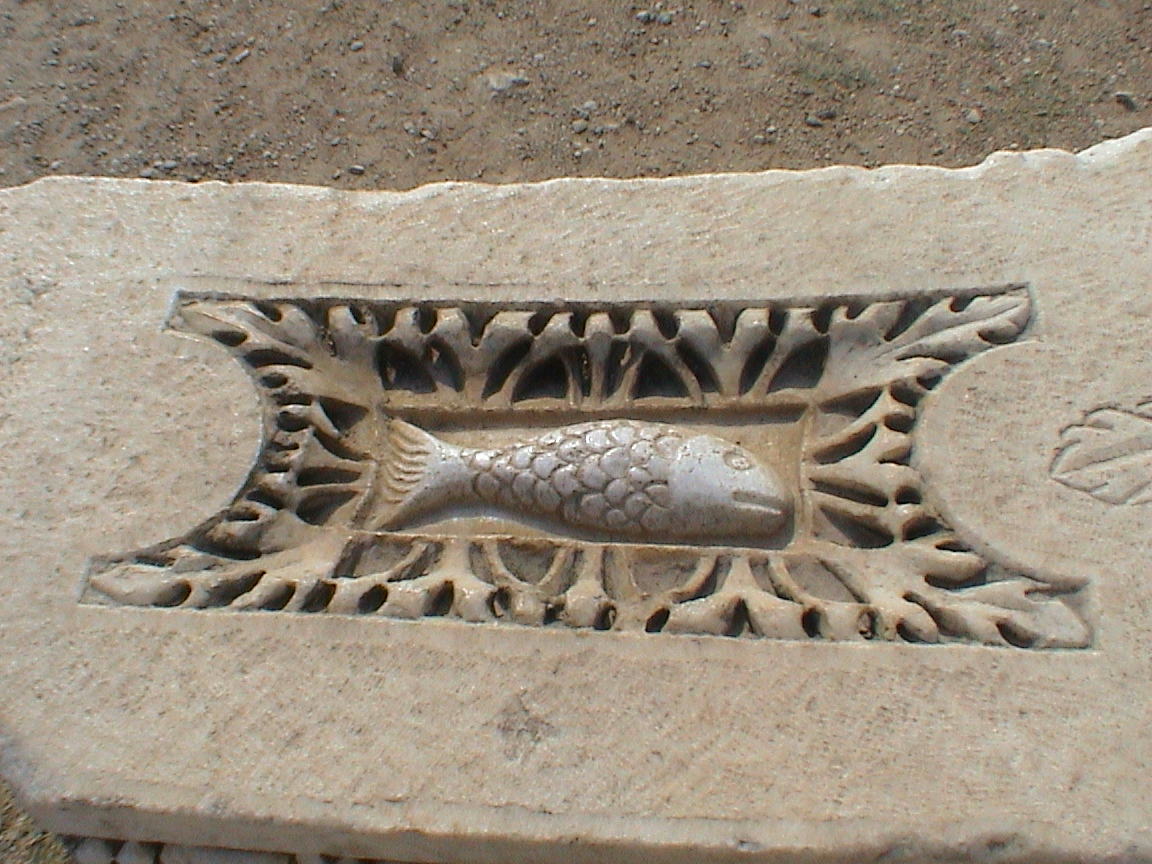
Ierapoli
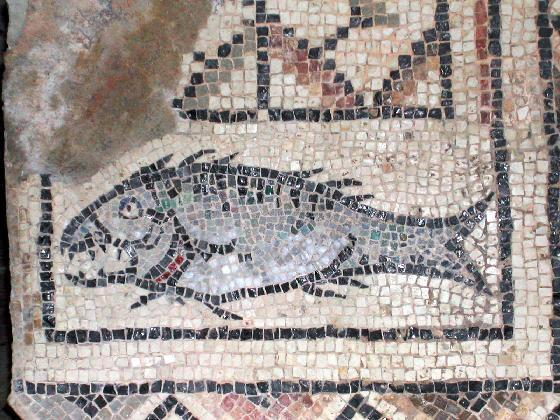
Basilica Eufrasiana a Parenzo, in Istria
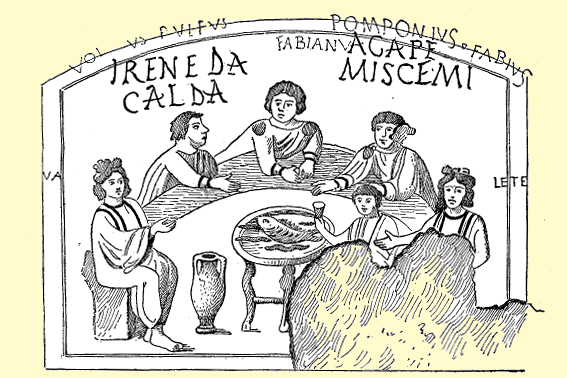
Offerta dei pesci durante una Agape, presso le Catacombe dei Santi Marcellino e Pietro
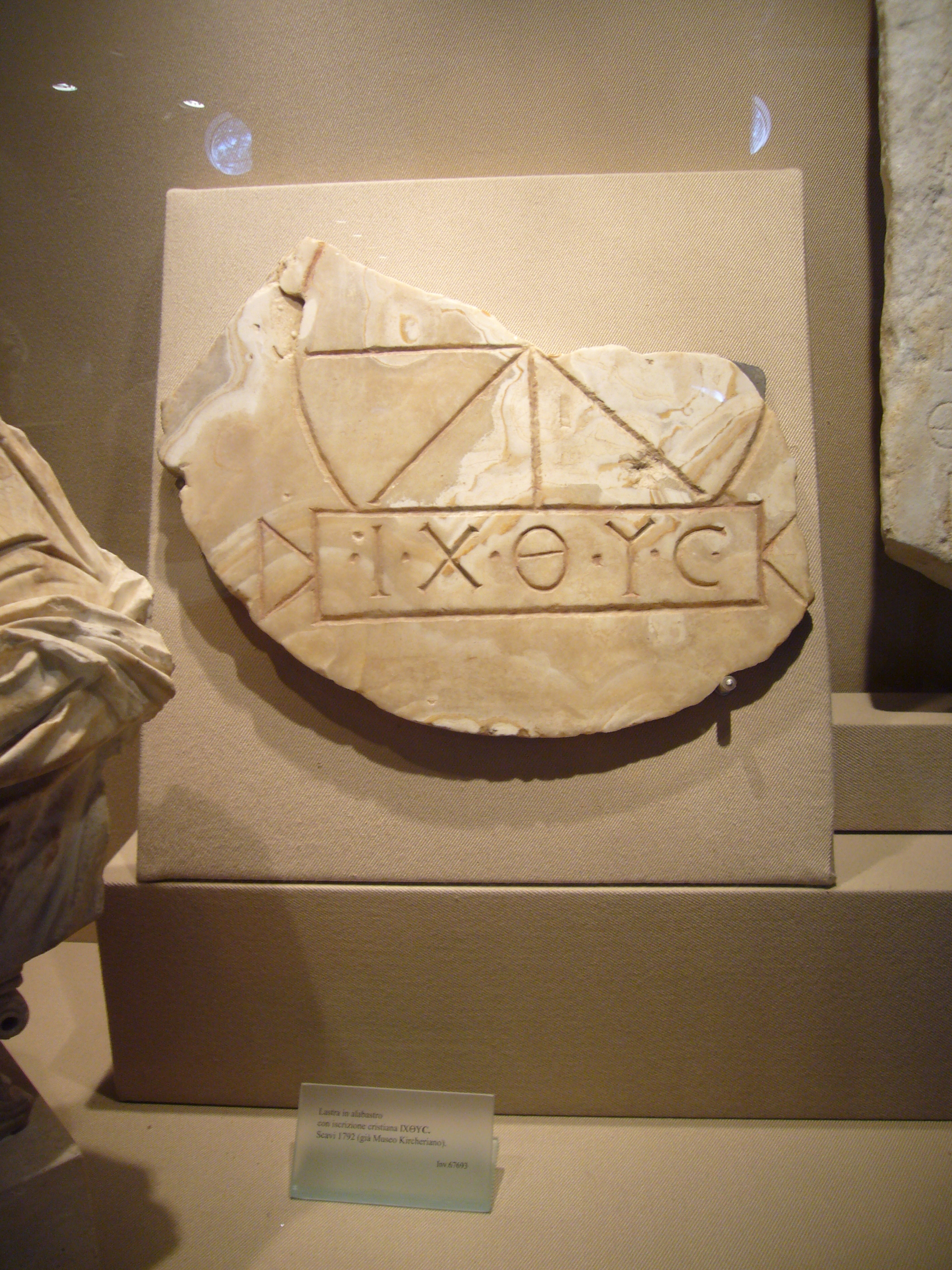
Antiquarium presso Villa dei Quintili, a Roma
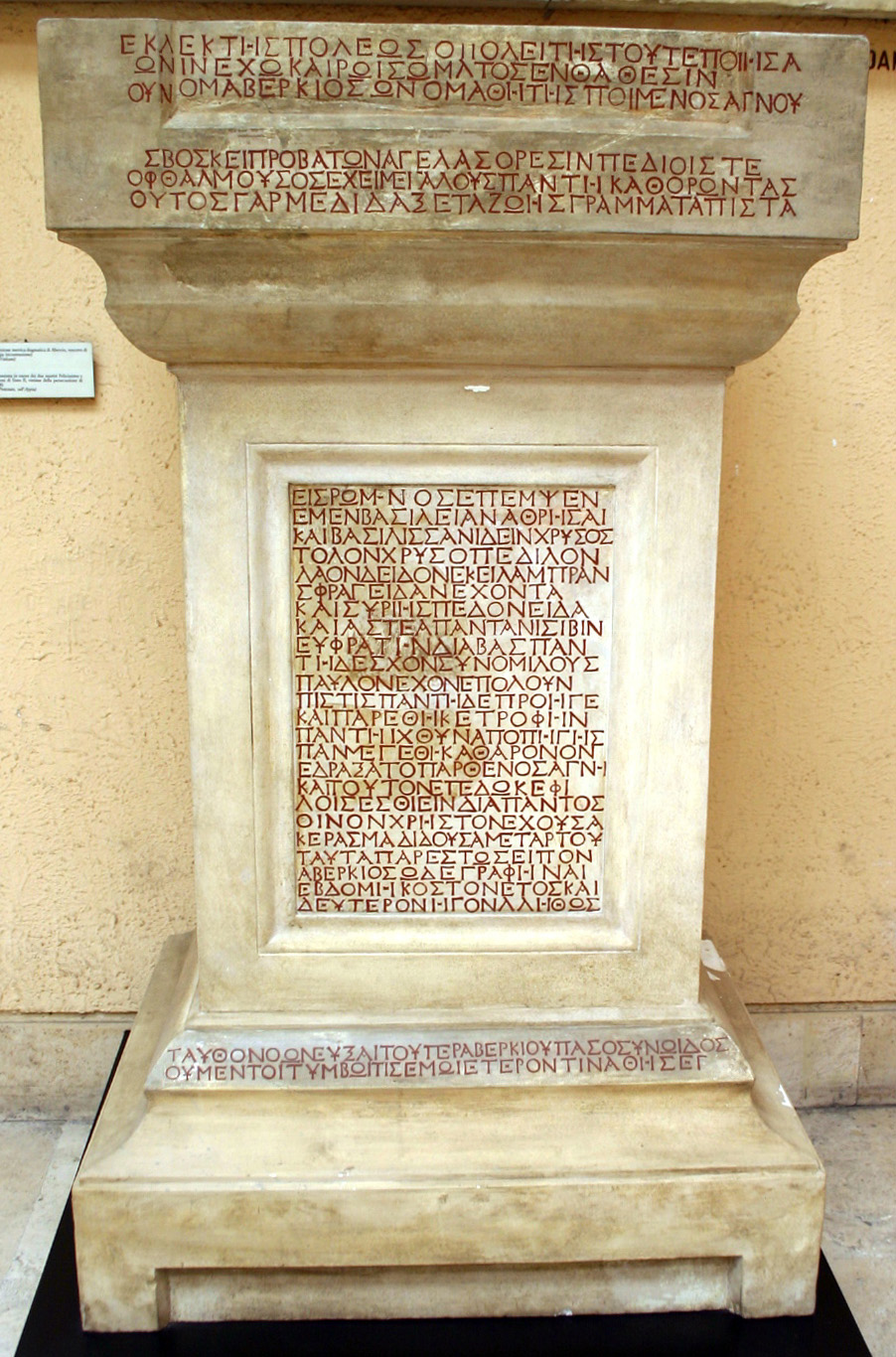
Iscrizione di Abercio
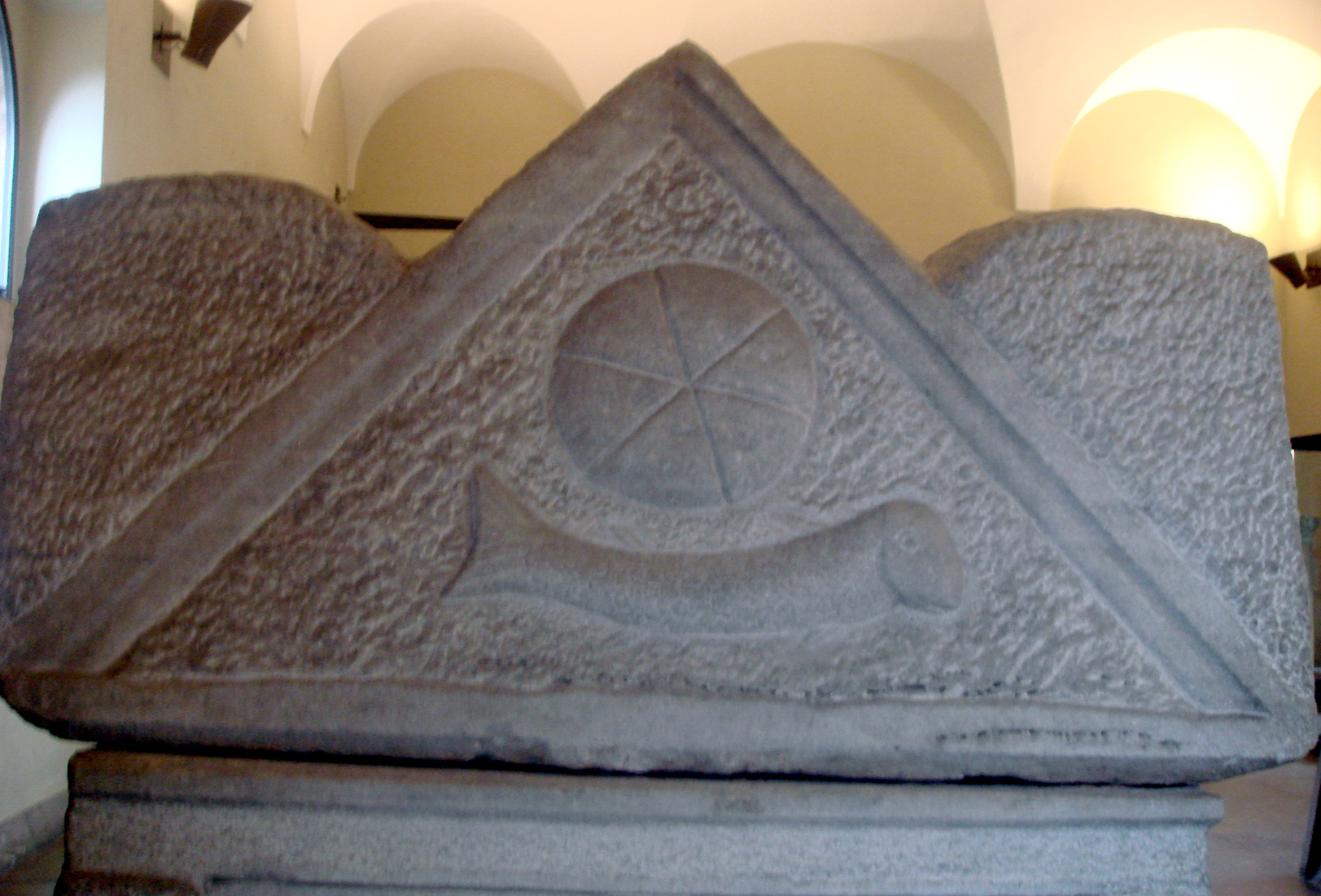
Castello Sforzesco di Milano
Simbolo contemporaneo